# Szepiel
Szepiel (ukr. Шепель) – wieś położona na Ukrainie, w rejonie łuckim, w obwodzie wołyńskim, liczy 449 mieszkańców.